# Henrik Curio
Henrik Curio, född i Erfurt, död 1691 i Uppsala, var en svensk boktryckare av tysk börd.
Curio blev 1656 akademibokhandlare i Uppsala och 1661 akademins boktryckare, en befattning han skötte så illa, att han avsattes 1685. Under beskydd av sin svåger, Olof Rudbeck d.ä., satte han därefter i dennes hus upp ett tryckeri från vilket flera berömda verk utgick, bland annat Rudbecks Atlantica.